# Bégaszentgyörgy község
Bégaszentgyörgy község (szerbül Општина Житиште / Opština Žitište) Szerbia egyik községe. A Vajdaságban, Bánátban terül el 525 km²-en. A község székhelye Bégaszentgyörgy. A községben 20 399 lakos él, a természetes szaporulat értéke pedig -11,6‰. A községben 10 általános iskola található.

## Települések
A községben 12 település található (zárójelben a szerb név szerepel):
- Bégaszentgyörgy (Житиште / Žitište)
- Bégatárnok (Торак / Torak)
- Csősztelek (Честерег / Čestereg)
- Katalinfalva (Равни Тополовац / Ravni Topolovac)
- Magyarittabé (Нови Итебеј / Novi Itebej)
- Pálmajor (Банатско Карађорђево / Banatsko Karađorđevo)
- Párdány (Међа / Međa)
- Szerbittabé (Српски Итебеј / Srpski Itebej)
- Tamásfalva (Хетин / Hetin)
- Torontáltorda (Торда / Torda)
- Törzsudvarnok (Szőlősudvarnokkal együtt) (Банатски Двор / Banatski Dvor)
- Vida (Банатско Вишњићево / Banatsko Višnjićevo)

## Etnikai összetétel
- szerbek (61,9%)
- magyarok (19,69%)
- románok (9%)
- cigányok (3,75%)
- jugoszlávok (1,3%) (???)

### Települések etnikai összetétel szerint
- Szerb többségű települések: Bégaszentgyörgy, Csősztelek, Katalinfalva, Pálmajor, Párdány, Szerbittabé, Vida
- Magyar többségű települések: Magyarittabé, Tamásfalva, Torontáltorda
- Román többségű település: Bégatárnok
- Vegyes etnikai összetételű település: Törzsudvarnok (relatív szerb többségű)

1. ↑  2022 Serbia Census